# Mauerkammergrab von Wandersleben

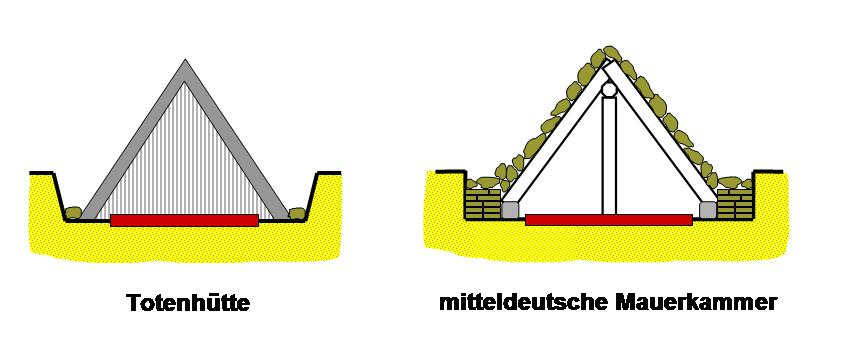
Totenhütte (Bohlenkammer) und Mauerkammergrab

Das 0,4 m eingetiefte Mauerkammergrab von Wandersleben, einem Ortsteil der Landgemeinde Drei Gleichen, im Landkreis Gotha in Thüringen wurde 1979 an der höchsten Stelle eines relativ ebenen Geländes beim Pflügen entdeckt und von Werner Gall untersucht.
Der einstige Hügel des Mauerkammergrabes war durch eine große Bodenverfärbung erkennbar. Die Ost-West orientierte, über 8,0 m lange und 3,0 m breite Kammer hat im Osten einen vorgesetzten Zugang von 2,0 × 2,0 m. Die Wände bestehen aus senkrecht aufgestellten Platten und Trockenmauerwerk. Zwischen zwei Steinreihen an der Südseite klafft eine Lücke, die vermutlich einen vergangenen Holzeinbau abbildet. Es gibt keine Hinweise auf eine Steinabdeckung oder Pflasterung. Im Westbereich der Kammer lag eine Grube mit einem Pfostenloch. Daneben lag ein menhirartiger Stein, der den Ausmaßen der Grube entsprach. In der gesamten Anlage fanden sich verstreute Holzkohlereste.
Die Skelettreste bestanden aus mindestens 46 wirr durcheinander liegenden Bestattungen, die starke Brandspuren aufwiesen. Ferner gab es eine große Menge angekohlter Tierknochen, u. a. von Rindern, Schafen bzw. Ziegen. Der intensive Grabbrand stellt eine Ausnahme für thüringische Verhältnisse dar. Durchbohrte Tierzähne fehlten jedoch.
In der östlichen Kammerhälfte und im Eingangsbereich lagen ein durch Feuer gesprengtes Beil, eine Klinge und wenige Feuersteinabschläge sowie drei Knochenmeißel und einige verstreute Scherben. Der Westteil des Grabes war beigabenfrei.
Durch seine flache Lage war das Mauerkammergrab auf der Nordseite bereits teilweise gestört. Die wenigen Scherben können der Bernburger und der Kugelamphorenkultur (KAK) zugewiesen werden. Bestattungsweise und Grabbau stellen die Anlage in den Bereich der Bernburger Kultur. Ob die Funde der KAK von einer Nachbestattung im Hügel stammen, ist unbelegt. Für die Grube mit Pfostenloch und den danebenliegendem Stein bietet sich folgende Deutung an: Ein Pfahl im hinteren Bereich der Kammer (kein dachtragender Pfosten) wurde später durch den Stein ersetzt. Das Aufstellen eines Pfahls oder eines Steines muss mit kultischen Vorstellungen in Verbindung gebracht werden.